# New Escape Underground
Albums de You'll Melt More!
Electric Sukiyaki Girls
(21 mai 2014)
EPs par You'll Melt More! × Hakoniwa no Shitsunaigaku
Hako Melt More!
(22 janvier 2014)
New Escape Underground est le premier mini-album du groupe d'idoles japonais You'll Melt More! sorti en septembre 2013.

## Détails
Cet EP sort le 3 septembre 2013 en une seule édition et est le premier disque du groupe à sortir à l'échelle nationale, après un single ayant eu une distribution limitée, même si l'album n'apparaît cependant dans aucun classement (Oricon).
L'album contient respectivement quatre titres et leurs versions instrumentales, comme une de ces chansons intitulée Sweet Escape dont la musique vidéo est mise en ligne sur YouTube le 16 septembre 2013. L'album est le seul mini album avec l'un des membres d'origine Nonchan qui quittera le groupe le même mois et sera remplacée par des membres supplémentaires.

## Formation
- Momopi (ももぴ)
- Yumikon (ゆみこーん)
- Kechon (けちょん)
- Nonchan (しふぉん)

## Liste des titres
| No | Titre                                   | Durée |
| -- | --------------------------------------- | ----- |
| 1. | Yurutoro (slo-mo!) (ゆるトロ (slo-モ!)) | 1:58  |
| 2. | Nigero!! (逃げろ!!)                     | 4:58  |
| 3. | Hana no Doily (花のドイリー)            | 4:25  |
| 4. | Sweet Escape (SWEET ESCAPE)             | 10:09 |
| 5. | Yurutoro (slo-mo!) (Instrumental)       |       |
| 6. | Nigero!! (Instrumental)                 |       |
| 7. | Hana no Doily (Instrumental)            |       |
| 8. | SWEET ESCAPE (Instrumental)             |       |